# Только не в воскресенье
«Только не в воскресенье» или «Никогда в воскресенье» (греч. Ποτέ την Κυριακή) — чёрно-белый греческий фильм 1960 года, режиссёра Жюля Дассена.

## Сюжет
Лента рассказывает историю Илии, проститутки, которая живёт в Пирейском порту и в воскресенье делает себе выходной, и Гомера, американского туриста и филолога-классика, влюблённого во всё греческое. Гомер считает, что жизнь Илии — типичный пример деградации греческой классической культуры, он пытается направить её на путь нравственности. История отношений Илии и Гомера напоминает видоизмененную историю Пигмалиона.

## В ролях
- Мелина Меркури — Илия
- Жюль Дассен — Гомер
- Йоргос Фунтас — Тонио
- Танасис Венгос
- Титос Вандис — Йоргос
- Мицос Лигизос — капитан
- Деспо Диамантиду — Деспо

## Награды и номинации
Премия «Оскар»-1961
- Лучший режиссёр — Жюль Дассен (номинация)
- Лучший оригинальный сценарий — Жюль Дассен (номинация)
- Лучшая актриса — Мелина Меркури (номинация)
- Лучший дизайн костюмов в чёрно-белом фильме — Тиони В. Олдридж (номинация)
- Лучшая песня к фильму — Ta paidia tou Peiraia (Never on Sunday) — музыка и слова: Манос Хадзидакис (награда)

Премия «Золотой глобус»-1961
- Международная награда имени Сэмюэла Голдвина (награда)

Премия BAFTA-1961
- Лучший фильм — Жюль Дассен (номинация)
- Лучшая иностранная актриса — Мелина Меркури (номинация)

Каннский кинофестиваль-1960
- Участие в основном конкурсе, выдвижение на «Золотую пальмовую ветвь» — Жюль Дассен[4]
- Лучшая актриса — Мелина Меркури (награда, совместно с Жанной Моро — «7 дней. 7 ночей»)[5]